# راسل بلیک
راسل بلیک (انگلیسی: Russell Blake؛ زادهٔ ۲۴ ژوئیهٔ ۱۹۳۵) بازیکن فوتبال اهل بریتانیا است.
از باشگاه‌هایی که در آن بازی کرده‌است می‌توان به باشگاه فوتبال کولچستر یونایتد اشاره کرد.